# Брадизавры
Брадизавры (лат. Bradysaurus) — род парарептилий-анапсид из клады парейазавров (Pareiasauria), живших во времена пермского периода (265,1—259,9 млн лет назад) на территории современной ЮАР. Своего расцвета группа достигла между средней и поздней пермью. 

## Описание

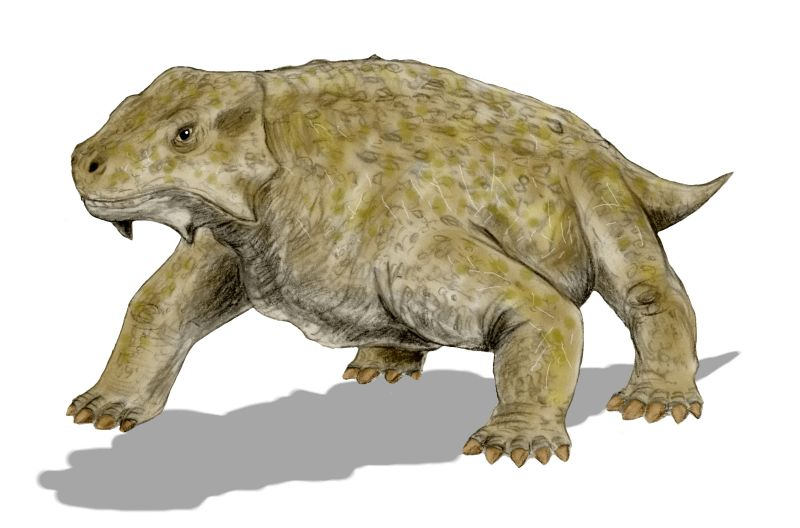

Череп большой, длиной 42—48 см. Ноги короткие и широкие. Тело покрыто пластинами. Длина — от 2,5 до 3 м. 
Bradysaurus наиболее примитивный из известный парейазавров и его можно считать формой, из которой развились другие представители группы. Его большие размеры показывают, что даже в самом начале своей эволюционной истории эти странные животные уже достигли оптимального размера. Даже позже более развитые формы, такие как Scutosaurus, не особенно отличались размерами от брадизавра. Были травоядными. Преимущество больших размеров обеспечивало защиту от хищников и поддержание стабильной температуры тела (гигантотермия).

## Классификация
По данным сайта Paleobiology Database, на август 2019 года в род включают 2 вымерших вида:
- Bradysaurus baini (Seeley, 1892) [syn. Platyoropha broomi Haughton & Boonstra, 1929 Pareiasaurus baini Seeley, 1892]
- Bradysaurus seeleyi Haughton & Boonstra, 1929 [syn. Bradysaurus vanderbyli Haughton & Boonstra, 1929]

Ещё один биномен включены в род в статусе nomen dubium — Bradysaurus vanderbyli Haughton & Boonstra, 1929.

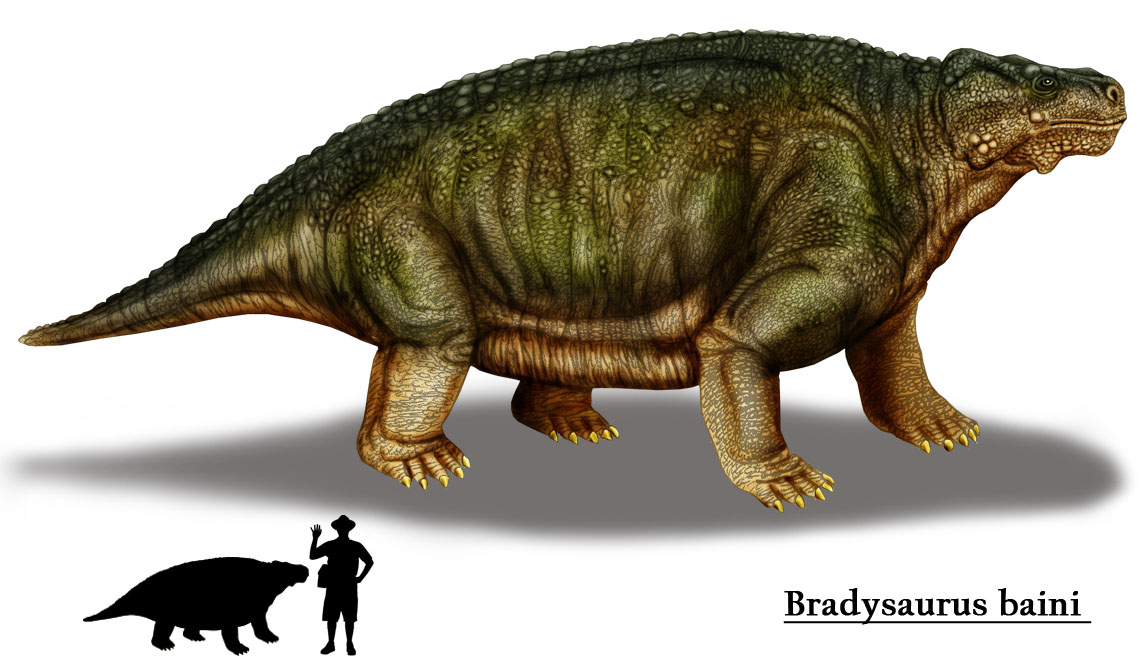
B. baini

### Bradisaurus baini
Этот вид описан Сили в 1892 году. Типовой вид рода. Скулы умеренно развиты. Морда широкая и округлая, в челюстях 15 или 16 пар перекрывающихся зубов. Это животное могло рассматриваться в качестве предка всех остальных парейазавров. По имеющимся материалам B. baini не хватает отличительных характеристик (Lee, 1997).

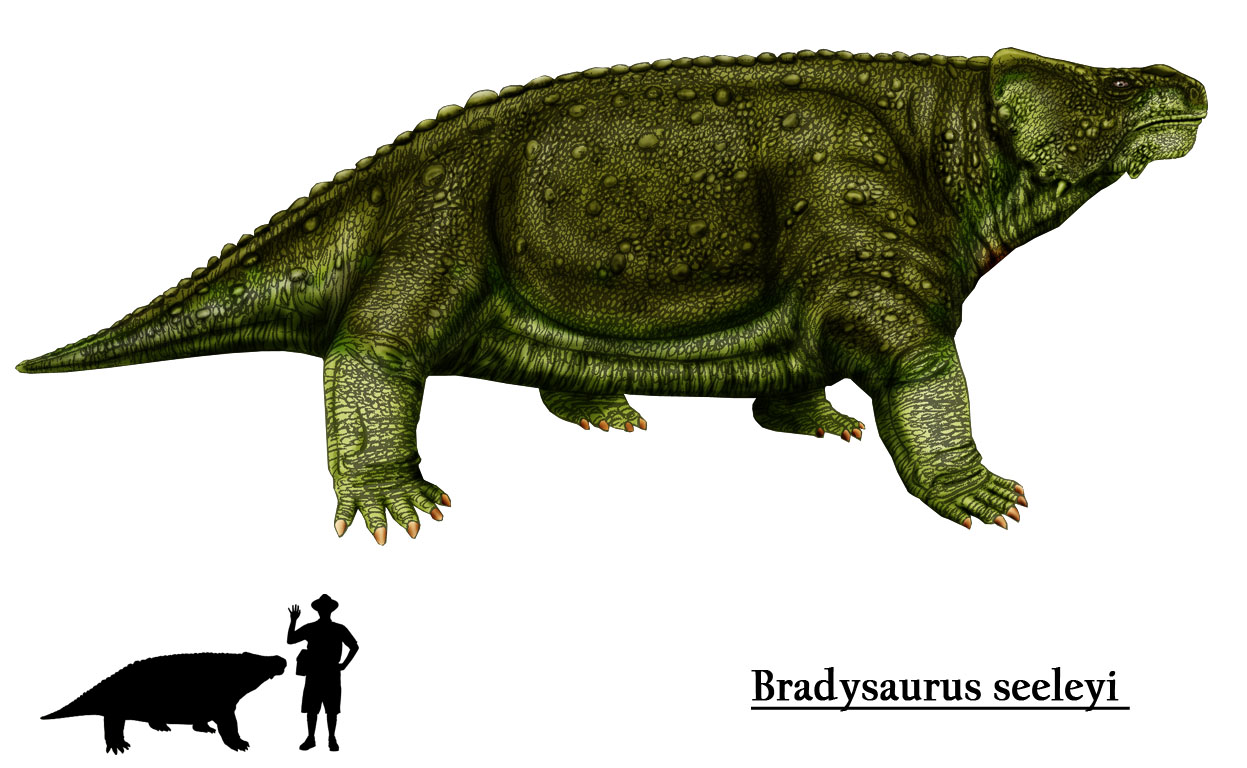
B. seeleyi

### Bradisaurus seeleyi
Вид назван в честь Сили и описан Хоутоном и Бунстрой в 1929 году. Менее распространённая форма. B. seelyi тесно связан с Nochelesaurus и Embrithosaurus. В отличие от более многочисленного, но приблизительно одинакового размера B. baini, скулы были тяжелыми и существенно расширенными. На каждой челюсти 19 или 20 пар сильно перекрывающихся зубов.